# ویلیام راسل
ویلیام راسل (انگلیسی: William Russell؛ زادهٔ ۱۹ نوامبر ۱۹۲۴ – درگذشتهٔ ۳ ژوئن ۲۰۲۴) بازیگر اهل بریتانیا بود. وی از سال ۱۹۴۰ میلادی تا سال ۲۰۲۲ میلادی، مشغول فعالیت بوده‌است.
از فیلم‌هایی که وی در آنها نقش داشته است، می‌توان به فرار بزرگ، مردی که هرگز نبود، آنا کریستی، ترس و دکتر هو اشاره کرد.
راسل در ۳ ژوئن ۲۰۲۴، در سن ۹۹ سالگی، در خانه شخصی خود درگذشت.